# Stade Gerland
Stade Gerland je stadión ve francouzském městě Lyon. V současnosti je používán fotbalovým klubem Olympique Lyon. Tento stadión je oceněn čtyřmi hvězdičkami.

## Historie
Stadion byl postaven roku 1920 a v roce 1926 byl inaugurován. První zápas sa tu odehrál v roce 1950 proti CA Paříž a premiéra skončila výsledkem 3:0 pro Olympique. V roce 1961 byl zrekonstruovaný a kapacita se zvýšila na 85 000. Tato rekonstrukce proběhla kvůli olympijským hrám. V roce 1967 se tu odehrál první mezistátní zápas mezi Francií a Španělskem s výsledkem 1:3 pro Španěly. V roce 1986 se tu hrálo finále PVP mezi Dynamem Kyjev - Atlétikem Madrid 3:0. V roce 1994 se začala velká rekonstrukce. V roce 1998 byl hotový a zůstal takový až do dnešní podoby.

## FIFA 1998
Během Mistrovství světa ve fotbale v roce 1998 se zde hrálo 5 zápasů:
- Jižní Korea vs.  Mexiko
- Japonsko vs.  Jamajka
- USA vs.  Írán
- Francie vs.  Dánsko
- Rumunsko vs.  Kolumbie